# Fiat CR.20
Fiat C.R.20 — итальянский лёгкий одноместный истребитель, разработанный компанией Fiat Aviazione в 1920-е годы на основе истребителя C.R.1. Эксплуатировался в 1927-1941 годах.

## История
Fiat C.R.20 был разработан на основе истребителя C.R.1, который поступил в серийное производство в 1925 году. Параллельно с производством C.R.1 разрабатывались версии улучшенными лётными характеристиками, одним из которых стал C.R.20, все остальные версии в серию не пошли. Fiat C.R.20 стал вторым серийно производившимся самолётом, разработанный Челестино Розателли. Первый полёт совершил 19 июля 1926 года, в сентябре того-же года в проходил испытания, а в 1927 году поступил в серийное производство. Позже на основе C.R.20 разрабатывались различные модификации: с более мощными двигателями, с поплавковыми шасси и двухместного в качестве учебно-тренировочного. Первым иностранным заказчиком стали Литовские ВВС, заказавшие 15 данных самолётов.

## Конструкция
Конструкция самолёта являлась цельнометаллической, что на то время среди самолётов было редкостью. Являлся полуторапланом, так как его верхнее крыло было значительно больше нижнего. Базовая модификация оснащалась двигателем воздушного охлаждения Фиат А.20, мощностью 410 л.с., вооружался двумя пулемётами Vickers.

## Модификации
- CR.20 — базовая модификация;
- CR.20 Idro — гидросамолет с двумя поплавками;
- CR.20bis — одноместный истребитель-биплан, с меньшими крыльями, улучшенным шасси;
- CR.20bisAQ — CR.20bis с двигателем Fiat A.20 A.Q. мощностью 320,7 кВт (430 л.с.);
- CR.20 Asso — одноместный биплан с двигателем Isotta Fraschini Asso Caccia мощностью 336 кВт (450 л.с.);
- CR.20B — двухместный учебно-коммуникационный самолет, строился небольшой серией.

## Тактико-технические характеристики
Приведённые ниже характеристики соответствуют модификации C.R.20:

### Технические характеристики
- Экипаж: 1 человек
- Длина: 6,7 м
- Высота: 2,75 м
- Размах крыла:
  - Верхнего: 9,8 м
  - Нижнего: 6,82 м
- Тип крыла: биплан (полутораплан)
- Площадь крыла: 25,65 м²
- Масса пустого: 980 кг

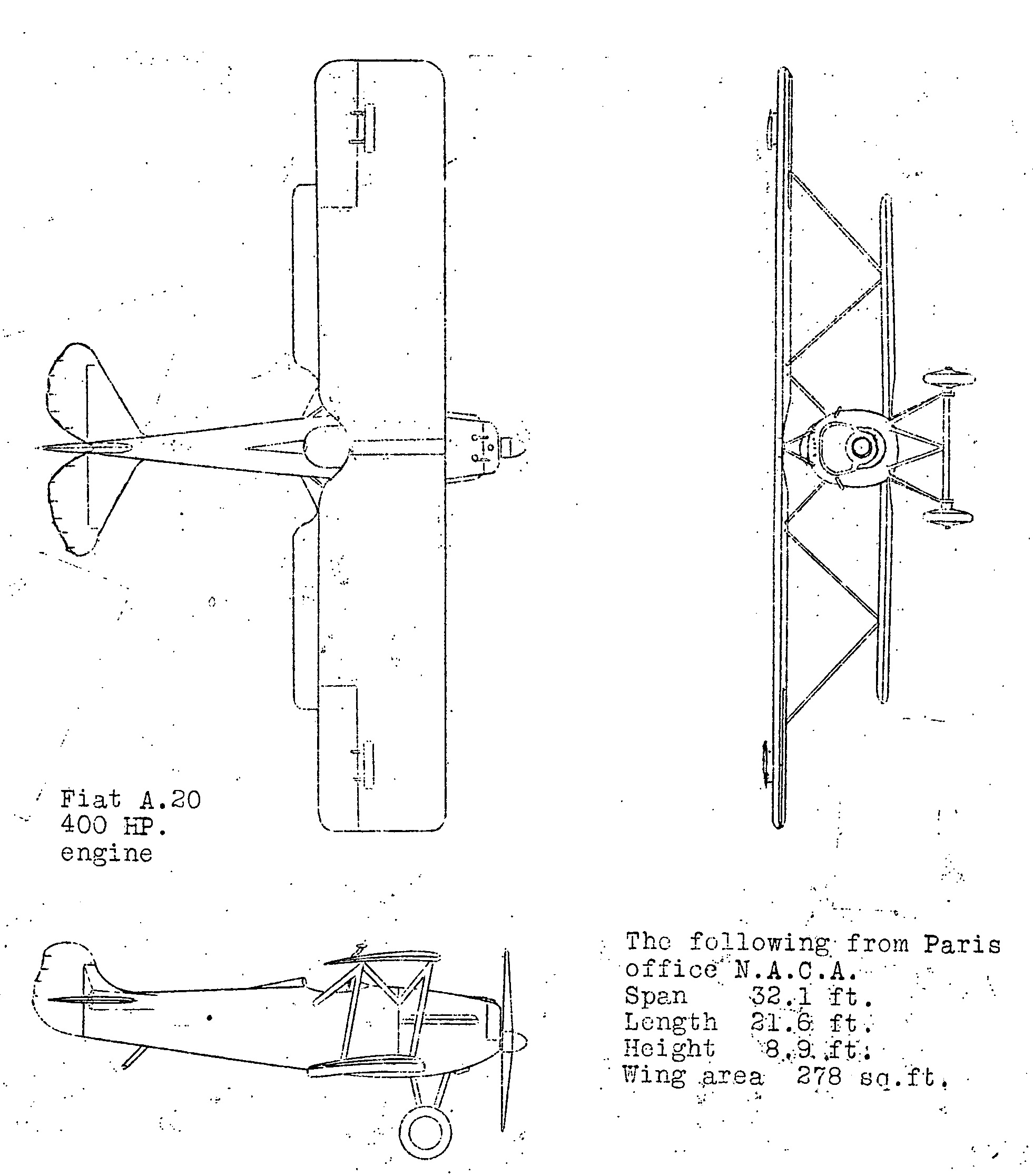
Схема Fiat CR.20 из бюллетеня NACA No.43, 1927 г.

- Максимальная взлетная масса: 1400 кг
- Объём топливных баков: 200 л
- Двигатели: 1× Fiat A.20 V-12 воздушного охлаждения
- Мощность: 1× 410 л.с.
- Воздушный винт: двухлопастной

### Лётные характеристики
- Максимальная скорость: 280 км/ч
- Крейсерская скорость: 220 км/ч
- Практическая дальность: 750 км
- Практический потолок: 7500 м
- Скороподъёмность: 6,6 м/с

### Вооружение
- Пулемётное: 2× передних синхронных 7,7-мм пулемёта Vickers

## Эксплуатанты

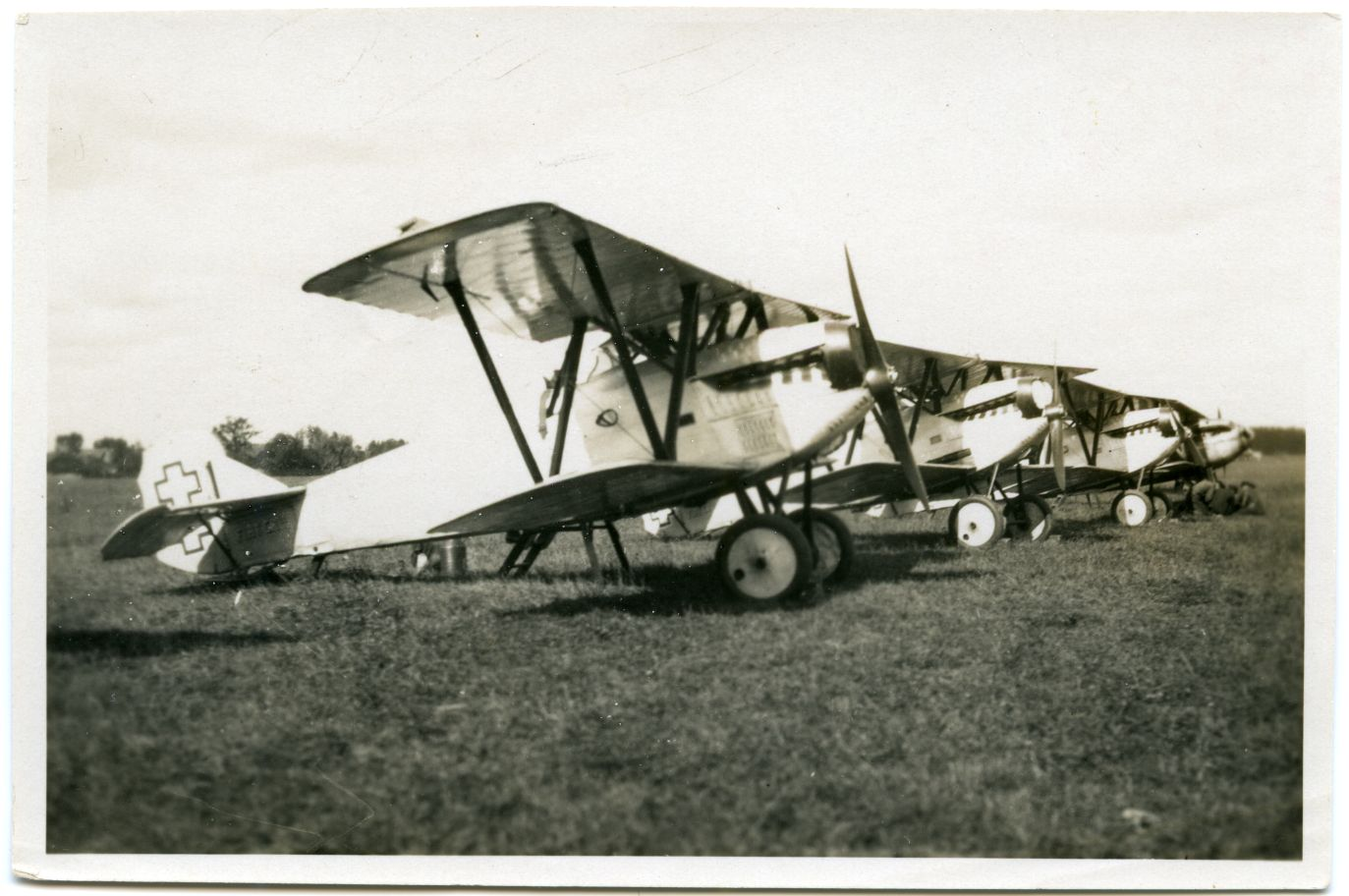
Fiat C.R.20 литовской военной авиации, 1930-е гг.

Австрия
- Kommando Luftstreitkräfte: в 1931-33 годах закуплены самолёты, ранее служившие в итальянских ВВС, 16 CR.20bis, 16 шт. CR.20AQ и 4 CR.20B. После аншлюса 1938 года короткое время числились в немецких Люфтваффе, затем списаны.

 Венгрия
- ВВС Венгрии: 2 самолёта куплены в 1930 и 1931 гг., служили до 1936 года, затем использовались как учебные (по другим данным, было куплено 16 машин); позже заменялись на Fiat CR.30 и Fiat CR.32.

 Испания
- ВВС Испании

 Италия
- Regia Aeronautica
- Aviazione Legionaria: от 3 до 8 шт, использовались как учебные.

 Литва
- Литовская военная авиация — первый иностранный заказчик, всего куплено 15 самолётов[2], номера 30-44; в ходе эксплуатации потеряно 8.
  - 1-я эскадрилья (1928-1932 гг.)
  - 5-я эскадрилья (1932-1938 гг.)
  - 7-я эскадрилья (1938-1940 гг.)

 Польша
- ВВС Польши ВВС Польши: 4 самолёта, поставленные в рекламных целях для возможной замены Blériot-SPAD S.61 (1929), 1-й и 2-й авиаполки. В том же году предположительно возвращены[4].

 Парагвай
- ВВС Парагвая: 5 самолётов[5], по другим данным 7, участвовали в Чакской войне, на 1941 год оставался 1.

 СССР
- ВВС СССР — в 1926 г., ещё до начала серийного производства куплены 2 самолёта для изучения; по результатам сравнительных испытаний (участвовали Heinkel HD.37 и Avia BH-33) был выбран Heinkel HD.37, с рядом доработок выпускавшийся затем как И-7[6].